# The Dresden Dolls (album)
The Dresden Dolls è l'omonimo album di debutto del duo statunitense The Dresden Dolls. Inizialmente pubblicato dall'etichetta personale della band, 8ft. Records, venne pubblicato successivamente dalla Roadrunner Records il 27 aprile 2004.

## Tracce
Testi di Amanda Palmer.
1. Good Day – 5:51
2. Girl Anachronism – 2:59
3. Missed Me – 4:53
4. Half Jack – 5:57
5. 672 – 1:24
6. Coin-Operated Boy – 4:46
7. Gravity – 4:19
8. Bad Habit – 3:01
9. The Perfect Fit – 5:45
10. The Jeep Song – 4:50
11. Slide – 4:30
12. Truce – 8:34

## Formazione

### Gruppo
- Amanda Palmer - voce, piano, toy piano
- Brian Viglione - batteria, chitarra, backing vocals

### Altri musicisti
- Ad Frank - chitarra elettrica, backing vocals
- Shawn Setaro - basso, chitarra acustica
- Sasha Forte - violino, viola
- Johnathan Sacks - violoncello